# Đốc binh Vàng
Đốc Binh Vàng, không phải tên thật, mà là một cái tên thường dùng để chỉ một viên võ tướng cấp cao (chưa rõ là Trần Văn Năng hay Trần Ngọc) của nhà Nguyễn. Nhờ lập được nhiều công lao, nên khi mất, ông được vua Minh Mạng truy tặng tước vị và được người dân xã Tân Thạnh (thuộc tỉnh Đồng Tháp, Việt Nam) lập đền thờ. 

## Thông tin

### Là Trần Văn Năng
Theo một bài viết trên Cổng thông tin Đồng Tháp, thì Đốc Binh Vàng tên thật là Trần Văn Năng (1763-1835), người huyện Vĩnh Xương, tỉnh Khánh Hòa.
Năm Đinh Dậu (1777), ông đầu quân chúa Nguyễn Phúc Ánh. Nhờ có sức mạnh và giỏi võ nghệ, ông được bổ làm đội trưởng, rồi thăng Thuộc nội cai đội.
Năm 1832, vua Minh Mạng xét công trạng, ban cho ông tước Lương Tài hầu.
Năm 1833, Lê Văn Khôi khởi binh chiếm thành Gia Định, rồi cho người sang cầu cứu quân Xiêm. Quân Xiêm chia làm nhiều đạo tiến sang xâm lấn nước Việt. Để đối phó cánh quân Tây Nam của đối phương, vua Minh Mạng phong Trần Văn Năng làm Bình Khấu tướng quân để hiệp với các tướng là: Trương Minh Giảng, Nguyễn Xuân, Phạm Hữu Tâm, Tống Phước Lương...cùng thống lãnh quân đội chống ngăn.
Sau nhiều trận giao tranh dữ dội, quan quân Việt thu phục được đồn Châu Đốc, thành Hà Tiên...rồi vượt sang biên giới đánh đuổi quân Xiêm La ra khỏi thành Nam Vang (nay là kinh đô vương quốc Campuchia).
Phần vì tuổi già, phần vì chinh chiến gian khổ, Trần Văn Năng lâm trọng bệnh phải giao binh quyền lại cho tướng Trương Minh Giảng để về nước trị bệnh. 
Thuyền chở Trần Văn Năng đến Bến Siêu (thuộc Cù Lao Tây, huyện Thanh Bình, tỉnh Đồng Tháp) thì ông qua đời (1835), thọ 72 tuổi.
Nghe tin ông mất, vua Minh Mạng ra lệnh phải mang thi hài ông về kinh an táng. Sau đó, truy tặng ông chức Thái phó tước Tân Thành quận công, cho bãi triều ba ngày và được nhà vua ban cho một bài ngự chế. 
- Xem chi tiết ở trang Trần Văn Năng

### Là Trần Ngọc
Một bài viết khác cũng trên Cổng thông tin Đồng Tháp, thì Đốc Binh Vàng tên thật là Trần Ngọc. Không rõ thân thế ông, chỉ biết dưới triều vua Minh Mạng, ông giữ chức Tổng binh kiêm nhiệm chức Chánh giải quân lương.
Năm 1837, quân Xiêm tiến sang xâm lấn nước Việt, Trần Ngọc được lệnh tải lương cho quân Việt đang chiến đấu nơi biên thùy tỉnh An Giang. Lúc ngược sông Tiền, bất ngờ gặp sóng to gió lớn, nên ông phải cho đoàn thuyền vào vàm Tân Thạnh neo tránh.
Ở đây, Đốc Binh Vàng được tin báo thành An Giang vừa thất thủ. Quyết không để quân lương lọt vào tay đối phương, ông ra lệnh thiêu hủy tất cả rồi đứng trước mũi thuyền rút gươm tự sát.
Hay tin Trần Ngọc mất, triều đình nhà Nguyễn truy phong ông chức Thượng tướng Quận công, và được nhân dân lập đình (Dinh Ông Đốc Vàng) tôn thờ .

## Nghi vấn
Tra sử liệu, thì thấy sự nghiệp của tướng Trần Văn Năng đúng như lời kể ở phần đầu. Còn phần kể về tướng Trần Ngọc, thì không thấy chép trong chính sử mà chỉ thấy có trong sách Văn học dân gian Đồng bằng sông Cửu Long, do Khoa Ngữ văn Đại học Cần Thơ tổ chức đi điền dã và biên soạn.
Một nghi vấn khác, đó là sử nhà Nguyễn cũng như sử địa phương không thấy nói đến việc quân Xiêm xâm lấn nước Việt vào năm 1837, mà chỉ thấy ghi trong bài viết trên và trong hai sách sau đây:
- Bảy ngày ở Đồng Tháp Mười của học giả Nguyễn Hiến Lê:

Đốc binh Vàng là một vị anh hùng đã hi sinh cho Tổ quốc. Năm 1837, ông có công đánh tan giặc Xiêm và Miên đóng hai bên bờ gần chỗ này, rồi tử trận. Triều đình nhớ công, phong làm phúc thần và dân làng cất dinh này để thờ Đốc binh Vàng. Nay người ta lại lấy tên ông đặt tên con rạch, tức rạch Đốc Vàng thượng, rạch Đốc Vàng hạ ở đây....
- Tự vị tiếng nói miền Nam (mục từ Cù Hu) của học giả Vương Hồng Sển:

Cù Hu, tên vùng đất thuộc làng Tân Thành, tỉnh An Giang (nay thuộc tỉnh Đồng Tháp). Nơi đây năm 1837 có xảy ra trận giao tranh dữ dội giữa binh nhà Nguyễn với binh Xiêm liên hiệp, trong trận ta thắng nhưng hai tướng tử trận, đó là Đốc Binh Vàng, có tên ghi vào kinh Đốc Vàng, và Chưởng binh Lễ Thành Hầu Nguyễn Hữu Cảnh (ở đây ông Sển nhớ lầm, vì ông Cảnh mất năm 1700)...
Một điều khó hiểu nữa là, cùng một trang website (Cổng thông tin Đồng Tháp) mà Đốc Binh Vàng, lại là hai ông khác nhau (đã lược thuật ở trên). Vậy ai mới thật là Đốc Binh Vàng ở Dinh Ông Đốc Vàng, cần phải đợi các nhà nghiên cứu vào cuộc.

## Dinh Ông Đốc Vàng
Để tưởng nhớ công lao, nhân dân địa phương lập đền thờ tại nơi khâm liệm ông, đó là bên vàm rạch làng Tân Thạnh (nay là ấp Nam, xã Tân Thạnh, huyện Thanh Bình, cách trung tâm thành phố Cao Lãnh 24 km theo hướng Tây Nam). Kể từ đó, con rạch được gọi là rạch Đốc Vàng, ngôi thờ được gọi là Dinh Ông Đốc Vàng và cái tên Đốc Vàng trở thành tên vùng.
Trải qua bao thời gian cùng nhiều biến cố, Dinh Ông Đốc Vàng xưa đã bị hư hỏng nặng. Năm 1965, đền thờ được kiến trúc xây dựng lại bằng vật liệu kiên cố. Hiện nay Dinh Ông Đốc Vàng đã được cấp có thẩm quyền công nhận là Di tích văn hóa-lịch sử cấp Quốc gia. Hàng năm, lễ tế Đốc Binh Vàng được tổ chức vào ngày 15-16 tháng hai âm lịch.

## Sách tham khảo
- Cao Xuân Dục (Tổng tài), Đại Nam chính biên liệt truyện (quyển 14, mục thứ 4). Nhà xuất bản Văn học, 2004.
- Trần Trọng Kim, Việt Nam sử lược. Nhà xuất bản Tân Việt, Sài Gòn, 1968.
- Sơn Nam, Lịch sử An Giang. Nhà xuất bản TH. An Giang, 1988.
- Khoa Ngữ văn Đại học Cần Thơ, Văn học dân gian đồng bằng sông Cửu Long. Nhà xuất bản Giáo dục, 2002.
- Ngoài ra, còn tra cứu thông tin trên các trang website: ,